# 韋蘭山
韋蘭山（Mont Vélan）是歐洲的山峰，位於意大利和瑞士接壤的邊境，屬於本寧阿爾卑斯山脈的一部分，海拔高度3,727米，人類在1779年8月31日首次登上該山峰。